# Secretaría General de Vivienda
La Secretaría General de Agenda Urbana, Vivienda y Arquitectura (SGAUVA) de España es el órgano directivo del Ministerio de Vivienda y Agenda Urbana, adscrito a la Secretaría de Estado de Vivienda y Agenda Urbana, responsable de la planificación, impulso, gestión y coordinación de la política del Gobierno de la Nación en materia de vivienda, en la arquitectura, en la edificación, políticas urbanas y suelo.
Se encarga de dirigir y coordinar las competencias de sus direcciones generales, y de la propuesta y formulación de sus objetivos y planes de actuación. Asimismo, controla la ejecución de los proyectos de inversión de la dirección general y sus unidades.
Como asistente de la Secretaría de Estado, colabora en la dirección estratégica, la evaluación y el control de los resultados de la actividad de la dirección general a su cargo, así como la supervisión de los programas de actuación plurianual y de la gestión y asiste al Ministerio de Vivienda y Agenda Urbana en los organismos internacionales y de la Unión Europea relacionados con la implementación de la Agenda 2030 y las Agendas Urbanas internacionales, vivienda, edificación, arquitectura y políticas urbanas y suelo.

## Historia
La Secretaría General se crea como Secretaría General de Vivienda por Real Decreto de 23 de julio de 2004, durante el primer gobierno de José Luis Rodríguez Zapatero. Estaba integrada en el recién recuperado Ministerio de Vivienda y tenía el objetivo de «dirige y coordina el diseño y desarrollo de la política del Gobierno en materia de acceso a la vivienda, tanto en propiedad como en alquiler, de arquitectura, de edificación, de suelo y de urbanismo». De ella dependían dos direcciones generales, una de Arquitectura y Política de Vivienda y otra de Urbanismo y Política de Suelo.
Con la reforma de 2008, únicamente se cambia la denominación de una de sus direcciones generales a Dirección General de Suelo y Políticas Urbanas. Ya en 2011 el Ministerio de Vivienda es suprimido y todas sus competencias se integran en el Ministerio de Fomento, conservando la secretaría general sus competencias y pasando a depender de la Secretaría de Estado de Vivienda y Actuaciones Urbanas.
Debido a la necesidad de reducir el gasto público debido a la crisis económica, el nuevo gobierno de Mariano Rajoy suprime la secretaría general pasando sus competencias a ser asumidas por distintos órganos, entre ellos Secretaría de Estado de Infraestructuras, Transporte y Vivienda y la Dirección General de Arquitectura, Vivienda y Suelo.
Tras más de seis años, el nuevo gobierno en 2018 recupera la secretaría general de Vivienda con una única dirección general y dos órganos menores. En 2020, el gobierno la renombra como Secretaría General de Agenda Urbana y Vivienda tras asumir competencias relativas a «la coordinación de todos los trabajos de desarrollo, implementación, difusión, seguimiento y evaluación de la Agenda Urbana Española, así como su alineamiento con el Plan de acción del Gobierno de España para la Agenda 2030 y su relación con el resto de Agendas Urbanas Internacionales». Para ello, se dividió su Dirección General en dos.
En abril de 2023, el órgano fue renombrado como Secretaría General de Agenda Urbana, Vivienda y Arquitectura «con el fin de dar mayor visibilidad a aquellas competencias» y para reflejar «de forma más adecuada la importancia de las políticas que viene impulsando el Ministerio en el ámbito de la arquitectura, que se han concretado recientemente, por ejemplo, a nivel normativo, en la Ley 9/2022, de 14 de junio, de Calidad de la Arquitectura, o en el fomento de la edificación sostenible a través de programas de rehabilitación sostenible incluidos dentro del PRTR, como es el caso del Programa de Impulso a la Rehabilitación de Edificios Públicos (PIREP)». A finales de 2023, pasó a depender del restablecido Ministerio de Vivienda, a través de la Secretaría de Estado de Vivienda y Agenda Urbana.

## Estructura orgánica
De la Secretaría General dependen los órganos siguientes:
- La Dirección General de Agenda Urbana y Arquitectura.
- La Dirección General de Vivienda y Suelo.
- La Dirección General de Planificación y Evaluación.
- El Gabinete Técnico, como órgano de coordinación, apoyo y asistencia inmediata al Secretario General.

Corresponde al titular de la Secretaría General de Agenda Urbana, Vivienda y Arquitectura la Secretaría de la Conferencia Sectorial de Vivienda, Urbanismo y Suelo.

## Presupuesto
La Secretaría General tiene un presupuesto asignado de 997 900 650 € para el año 2023. De acuerdo con los Presupuestos Generales del Estado para 2023, la SGAUV participa en cuatro programas:
| N.º Programa                               | Programa | Dotación      | Ref.   |
| ------------------------------------------ | --- | ------------- | ------ |
| 261N                                       | Promoción, administración y ayudas para rehabilitación y acceso a vivienda a través de la Dirección General de Vivienda y Suelo | 959 526 750 € | [ 11 ] |
| 261O                                       | Ordenación y fomento de la edificación a través de la Dirección General de Agenda Urbana y Arquitectura                         | 30 471 820 €  | [ 12 ] |
| 261P                                       | Ordenación y fomento de la edificación a través de la Dirección General de Vivienda y Suelo                                     | 5 270 690 €   | [ 13 ] |
| 261P                                       | Ordenación y fomento de la edificación a través de la Dirección General de Agenda Urbana y Arquitectura                         | 1 731 390 €   | [ 13 ] |
| 000X                                       | Transferencias internas a través de la Dirección General de Agenda Urbana y Arquitectura                                        | 900 000 €     | [ 14 ] |
| Total presupuesto de la Secretaría General | Total presupuesto de la Secretaría General                                                                                      | 997 900 650 € |        |

## Lista de Secretarios Generales
| Nombre                                   | Mandato                           | Mandato                           | Ministro(s) | Ministro(s)                                                     |
| ---------------------------------------- | --------------------------------- | --------------------------------- | ----------- | --------------------------------------------------------------- |
| Javier Eugenio Ramos Guallart            | 2 de octubre de 2004              | 6 de noviembre de 2010            |             | Magdalena Álvarez (2004-2009) José Blanco López (2009-2010)     |
| Anunciación Romero González              | 6 de noviembre de 2010            | 31 de diciembre de 2011           |             | José Blanco López                                               |
| Cargo suprimido entre 2011 y 2018        | Cargo suprimido entre 2011 y 2018 | Cargo suprimido entre 2011 y 2018 |             | Ana Pastor Julián (2011-2016) Íñigo de la Serna (2016-2018)     |
| Helena Beunza Ibáñez                     | 20 de julio de 2018               | 12 de febrero de 2020             |             | José Luis Ábalos                                                |
| Francisco David Lucas Parrón             | 12 de febrero de 2020             | 22 de febrero de 2023             |             | José Luis Ábalos (2020-2021) Raquel Sánchez Jiménez (2021-2023) |
| José Ignacio Carnicero Alonso-Colmenares | 1 de marzo de 2023                | En el cargo                       |             | Raquel Sánchez Jiménez                                          |

## Conferencia Sectorial de Vivienda, Urbanismo y Suelo
La Conferencia Sectorial de Vivienda, Urbanismo y Suelo es el órgano superior de cooperación, de carácter multilateral y ámbito sectorial, entre las comunidades autónomas y ciudades de Ceuta y Melilla y la Administración General del Estado en materia de vivienda, urbanismo y suelo. Fue creada el 5 de abril de 2013 por el Plan Estatal de Fomento del Alquiler de Viviendas, la Rehabilitación Edificatoria y la Regeneración y Renovación Urbanas, 2013-2016.
Tiene como objetivo el intercambio de información y propuestas en relación con la política del sector; el debate y análisis de los anteproyectos normativos y de los planes y programas promovidos por el Ministerio; el intercambio de información y datos estadísticos y cooperación en la realización de estudios, encuestas, investigaciones y campañas de ámbito nacional en materia de vivienda, urbanismo, suelo y edificación; la puesta en marcha de mecanismos de cooperación a través de la acción concertada y cualesquiera otras que la conferencia sectorial considere dentro de su ámbito de trabajo.
Está presidida por el ministro de Transportes y su vicepresidente será designado por los consejeros autonómicos con competencias en materia de vivienda, urbanismo y suelo, según lo que se establezca en su reglamento interno. El secretario general de Vivienda es el secretario de la Conferencia Sectorial de Vivienda, Urbanismo y Suelo.